# Asplenium virens
Asplenium virens är en svartbräkenväxtart som beskrevs av Presl. Asplenium virens ingår i släktet Asplenium och familjen Aspleniaceae. Inga underarter finns listade.